# ЕВШ1/ЕВШ2
ЕВШ (Електропоїзд ВисокоШвидкісний; рос. Электропоезд ВысокоСкоростной) — високошвидкісний електропоїзд сімейства Velaro, розроблений і виготовлений компанією Siemens AG на замовлення ВАТ «РЖД» для експлуатації в Росії. Електропоїзди ЕВШ1 — постійного струму, електропоїзди ЕВШ2 — подвійної типу живлення. Всього в Росію було поставлено 4 електропоїзди ЕВШ2, отримали номери з 01 — 04, і 7 електропоїздів ЕВШ1 з номерами 05 — 11.

## Разробка
Електропоїзди Siemens для Росії сконструйовані на базі стандартної платформи Velaro, на якій були виготовлені поїзди для Німеччини — ICE 3 (2000), Іспанії — Velaro E (2006), і  Китаю — CRH3 (2008). Для експлуатації в Росії потрібно було внести ряд конструктивних змін: адаптувати візки для колії 1520 мм та конструктивних особливостей верхньої будови колії. Поїзди здатні працювати при температурі зовнішнього повітря до мінус 50 градусів, застосований більш високий рівень герметизації підвагонного простору, повітрозабірники винесені на дах, ширина кузова збільшена на 33 см, що пов'язано з габаритом рухомого складу СНД, змінено форму лобової частини головного вагона, система керування потягом сумісна з російськими пристроями зв'язку та СЦБ. Конструкційна швидкість поїзда становить 250 км/год.

## Характеристика
Основні параметри для електропоїзда ЭВС1/ЭВС2:
- Робоча маса — 662 т (ЭВС1); 678 т (ЭВС2);
- Кількість місць для сидіння — 592;
- Загальна годинна потужність ТЕД — 8000 кВт;
- Дотична сила тяги на ободах рушійних коліс — 23,75 кгс;
  - При рушанні з місця — до 32,8 кгс;
- Швидкість:
  - Конструкційна — 250 км/год;
  - Максимальна службова — 230 км/год;
- Прискорення до 60 км/год — 0,42 … 0,43 м/с2;
- Навантаження на вісь — 17 … 18 тс.

## Експлуатація
Побудовані електропоїзда надійшли із заводу в моторвагонне депо Металлострой Жовтневої залізниці (акт приймання від 2.12.2009). 17 грудня 2009 почалася комерційна експлуатація електропоїздів з пасажирами на маршруті Москва - Санкт-Петербург (поїзди 151/152, 158/159, 165/166). 30 липня 2010 почалася комерційна експлуатація електропоїздів на маршрутах Москва - Нижній Новгород (173/174) і Санкт-Петербург - Москва - Нижній Новгород (173/174 і 175/176, зняті з 31 жовтня 2011 ).
Конструкційна швидкість поїзда становить 250 км/год, експлуатаційна швидкість обмежена 230 км/год. Велику частину шляху Москва - Санкт-Петербург поїзд прямує з максимальною швидкістю 200 км/год; на ділянці Окуловка - Мстінскій міст - до 250 км/год. На маршруті Москва - Нижній Новгород швидкість поїзда складає не більше 140 км/год, на ділянці Петушки - Вязніки - до 160 км/год.